# بيل لونغ
بيل لونغ (بالإنجليزية: Bill Long)‏ هو لاعب كرة قاعدة أمريكي، ولد في 29 فبراير 1960 في سينسيناتي في الولايات المتحدة.